# Ясна Поляна (Болгарія)
Ясна Поля́на (болг. Ясна поляна) — село в Бургаській області Болгарії. Входить до складу громади Приморсько.

## Населення
За даними перепису населення 2011 року у селі проживали 684 особи.
Національний склад населення села:
| Національність   | Кількість осіб | Відсоток |
| ---------------- | -------------- | -------- |
| болгари          | 254            | 91,4%    |
| цигани           | 11             | 4,0%     |
| турки            | 10             | 3,6%     |
| Всього відповіли | 278            |          |

Розподіл населення за віком у 2011 році:
Динаміка населення: